# Список заслуженных мастеров спорта СССР (авиационный спорт)
Заслуженный мастер спорта СССР — почётное спортивное звание.
В данный список включены спортсмены, представляющие также такие виды спорта как: планерный спорт, самолетный спорт, вертолётный спорт, дельтапланеризм, ракетомодельный и авиамодельный спорт. Также в этот список включены космонавты СССР, имеющие звание ЗМС.
Звание ЗМС по самолётному спорту присваивалось, если спортсмен становился абсолютным чемпионом мира или чемпионом мира не менее чем по двум упражнениям.
Список неполон, так как полных данных нет.
| 1950 год |                                   |            |                          |                           |        |        |  |
| 1        | Анохин Сергей Николаевич          | ??.06.1950 |                          | Планерный спорт           | Москва | Досав  |  |
| 2        | Раценская Маргарита Карловна      | ??.06.1950 | 24.06.1913 — ??.??.2005  | Планерный спорт           | Москва | Досав  |  |
| 1951 год |                                   |            |                          |                           |        |        |  |
| 1        | Форостенко Яков Данилович         | ??.07.1951 | ??.??.1911 — ??.??.????, | Планерный спорт           | Москва | Досав  |  |
| 2        | Чечнева Марина Павловна           | ??.07.1951 |                          | Планерный спорт           | Москва | Досав  |  |
| 3        | Бодрягина Анна Ивановна           | ??.07.1951 | ??.??.1918 — ??.??.1999  | Планерный спорт           | Москва | Досав  |  |
| 1952 год |                                   |            |                          |                           |        |        |  |
| 1        | Зиновеев Сергей Андреевич         | ??.??.1952 | ??.??.1907 — ??.??.1978  | Воздухоплавательный спорт |        |        |  |
| 1954 год |                                   |            |                          |                           |        |        |  |
| 1        | Ефименко Вячеслав Иванович        | ??.06.1954 | ??.??.???? — ??.??.????  | Планерный спорт           | Киев   | ДОСААФ |  |
| 1955 год |                                   |            |                          |                           |        |        |  |
| 1        | Голованов Николай Михайлович      | ??.05.1955 | ??.??.???? — ??.??.????  | Самолетный спорт          | Тушино | ДОСААФ |  |
| 2        | Захудалин Петр Иванович           | ??.05.1955 | ??.??.1906 — ??.??.????  | Самолетный спорт          | Тушино | ДОСААФ |  |
| 1959 год |                                   |            |                          |                           |        |        |  |
| 1        | Коккинаки Владимир Константинович | ??.??.1959 |                          | Самолетный спорт          |        |        |  |
| 1961 год |                                   |            |                          |                           |        |        |  |
| 1        | Гагарин Юрий Алексеевич           | ??.04.1961 |                          | Самолетный спорт          |        |        |  |
| 2        | Титов Герман Степанович           | 09.08.1961 |                          | Самолетный спорт          |        |        |  |
| 3        | Ильюшин Владимир Сергеевич        | ??.11.1961 |                          | Самолетный спорт          |        |        |  |
| 4        | Мосолов Георгий Константинович    | ??.11.1961 |                          | Самолетный спорт          |        |        |  |
| 5        | Сухомлин Иван Моисеевич           | ??.11.1961 |                          | Самолетный спорт          |        |        |  |
| 1962 год |                                   |            |                          |                           |        |        |  |
| 1        | Николаев Андриян Григорьевич      | ??.08.1962 |                          | Самолетный спорт          |        |        |  |
| 2        | Попович Павел Романович           | ??.08.1962 |                          | Самолетный спорт          |        |        |  |
| 1963 год |                                   |            |                          |                           |        |        |  |
| 1        | Сироткин Юрий Александрович       | ??.03.1963 |                          | Авиамодельный спорт       | Москва | ДОСААФ |  |
| 2        | Шкурский Борис Дмитриевич         | ??.03.1963 | ??.??.1936 — ??.??.1989  | Авиамодельный спорт       | Москва | ДОСААФ |  |
| 3        | Быковский Валерий Федорович       | ??.06.1963 |                          | Самолетный спорт          |        |        |  |
| 4        | Терешкова Валентина Владимировна  | ??.06.1963 |                          | Самолетный спорт          |        |        |  |

## 1963
- Насуханова, Ляля Андарбековна

## 1964
- Егоров, Борис Борисович
- Комаров, Владимир Михайлович
- Почернин, Витольд Иванович 17.09.1933 — 28.04.2001[17],[18]
- Феоктистов, Константин Петрович

## 1965
- Беляев, Павел Иванович
- Занозина-Шихина Розалия Михайловна
- Леонов, Алексей Архипович

## 1967
- Корчуганова, Галина Гавриловна 1935—2004[19],[20],[21],[22]
- Мартемьянов, Владимир Давыдович
- Овсянкин, Вадим Авдеевич
- Пересекина, Таисия Васильевна 1941[23]

## 1968
- Береговой, Георгий Тимофеевич
- Васильева, Людмила Павловна

## 1969
- Волков, Владислав Николаевич
- Волынов, Борис Валентинович
- Горбатко, Виктор Васильевич
- Громов, Михаил Михайлович
- Елисеев, Алексей Станиславович
- Кубасов, Валерий Николаевич
- Филипченко, Анатолий Васильевич
- Хрунов, Евгений Васильевич
- Шаталов, Владимир Александрович
- Шонин, Георгий Степанович

## 1970
- Егоров, Игорь Николаевич
- Савицкая, Светлана Евгеньевна
- Севастьянов, Виталий Иванович

## 1971
- Добровольский, Георгий Тимофеевич (посмертно)
- Леонова, Лидия Семёновна 20.05.1942[24]
- Лизунова, Зинаида Григорьевна 05.05.1941
- Пацаев, Виктор Иванович (посмертно)

## 1974
- Артюхин, Юрий Петрович
- Капралов, Александр Валентинович (вертолёт) 25.06.1946[25]

## 1975
- Верников, Яков Ильич

## 1976
- Жолобов, Виталий Михайлович
- Расторгуева, Галина Викторовна (вертолёт)

## 1977
- Зудов, Вячеслав Дмитриевич
- Лецко, Виктор Самуилович 1951 — 13.08.1978[26]
- Рождественский, Валерий Ильич

## 1978
- Ковалёнок, Владимир Васильевич
- Иванченков, Александр Сергеевич
- Приходько Любовь Федоровна (вертолёт) 10.07.1948[27]
- Смирнов, Владимир Леонидович (вертолёт)
- Яикова, Валентина Кузьмовна 1946[28],[29]

## 1980
- Ляхов, Владимир Афанасьевич
- Рюмин, Валерий Викторович

## 1981
- Кизим, Леонид Денисович
- Савиных, Виктор Петрович
- Стекольникова, Татьяна Витальевна (вертолёт) 16.03.1952[19]
- Стрекалов, Геннадий Михайлович

## 1982
- Смолин, Виктор Валентинович

## 1983
- Крамаренко, Валерий Васильевич 15.12.1947 (авиамодельный спорт)[30]

## 1984
- Макогонова, Халидэ Хусяиновна[31]

## 1985
- Коряпин, Алексей Алексеевич 27.05.1958 (ракетомодельный)[32]

## 1986
- Глазкова (Морохова, Немкова), Любовь Георгиевна 19.03.1947

## 1987
- Вербицкий, Евгений Тимофеевич 16.06.1938 (авиамодельный)[33]
- Соловьёв, Владимир Алексеевич

## 1989
- Манаров, Муса Хираманович
- Никитюк, Николай Анатольевич
- Титов, Владимир Георгиевич

## 1990
- Адабаш, Ирина Леонидовна
- Сергеева, Наталья Васильевна 20.04.1955—17.08.1995
- Калмыков, Александр Николаевич (авиамодельный)
- Сураев, Владимир Андреевич (авиамодельный)
- Барков, Виктор Петрович 07.12.1946 (авиамодельный)[34]
- Краснорутский, Борис Николаевич 1936—2013 (авиамодельный спорт)[35][36][37]

## 1991
- Андрюков, Александр Владимирович 11.01.1956 (авиамодельный спорт)[38]
- Гапанович И. (планерный спорт)
- Минаков, Владимир Ильич (ракетомодельный)[32]
- Торопова В. (планерный спорт)

## Год присвоения неизвестен
- Аксёнов, Владимир Викторович
- Булатников, Владимир Иванович 13.01.1955 (авиамодельный спорт)[39]
- Веретенников, Михаил Михайлович (планерный спорт)
- Гречко, Георгий Михайлович
- Губарев, Алексей Александрович
- Ильченко, Виктор Михайлович (до 1953)
- Клепикова, Ольга Васильевна 10.10.1915 — 27.07.2010[40]
- Любарец, Александр Николаевич
- Пискунов, Владимир Иванович (до 67)
- Попов, Леонид Иванович
- Попович, Марина Лаврентьевна
- Проханова (Глотова), Наталья Абрамовна 19.2.1939
- Самосадова, Анна Петровна 1929[41]